# Cantharellus
Cantharellus é um gênero de fungo pertencente à família Cantharellaceae.

## Galeria

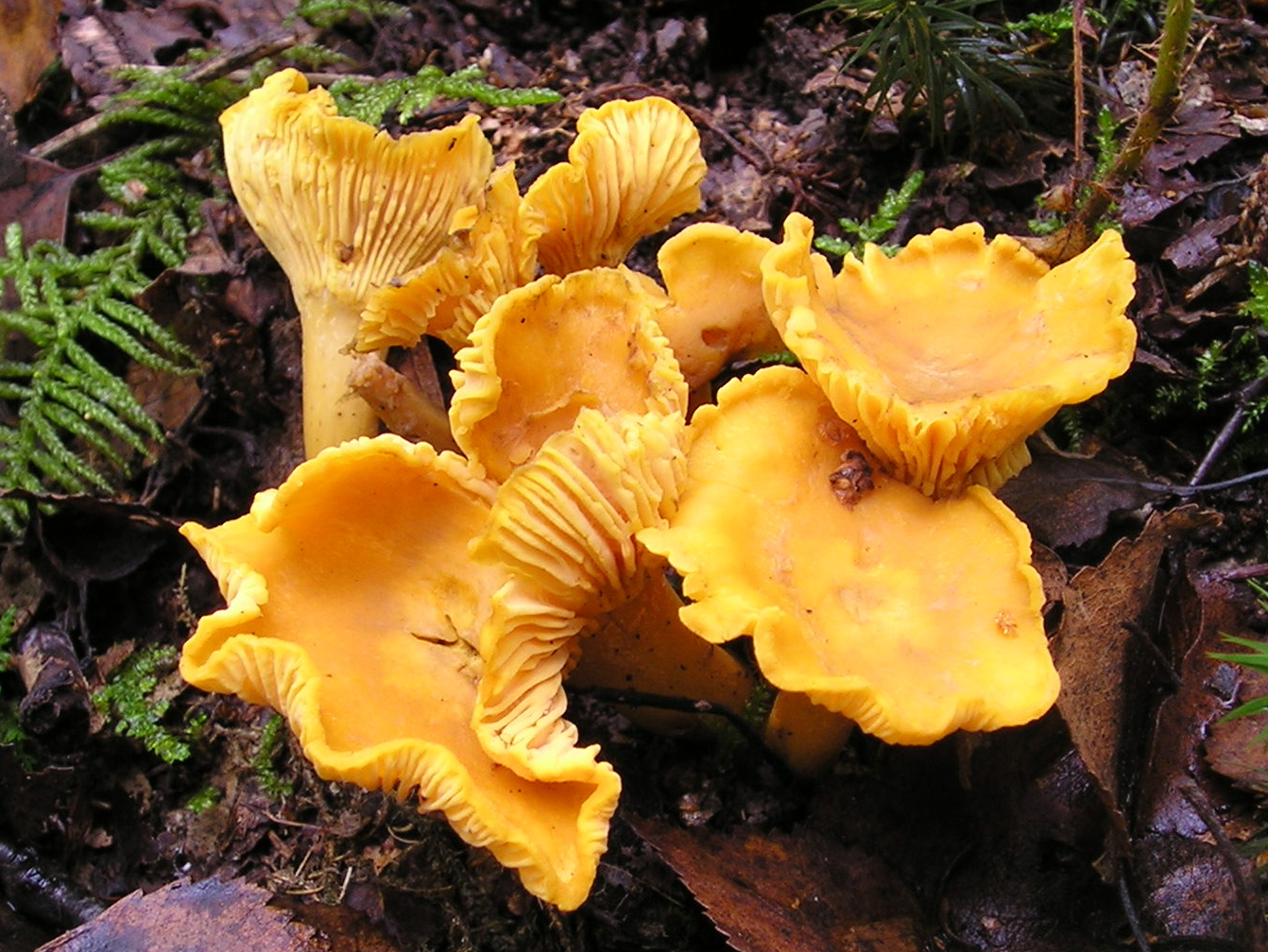
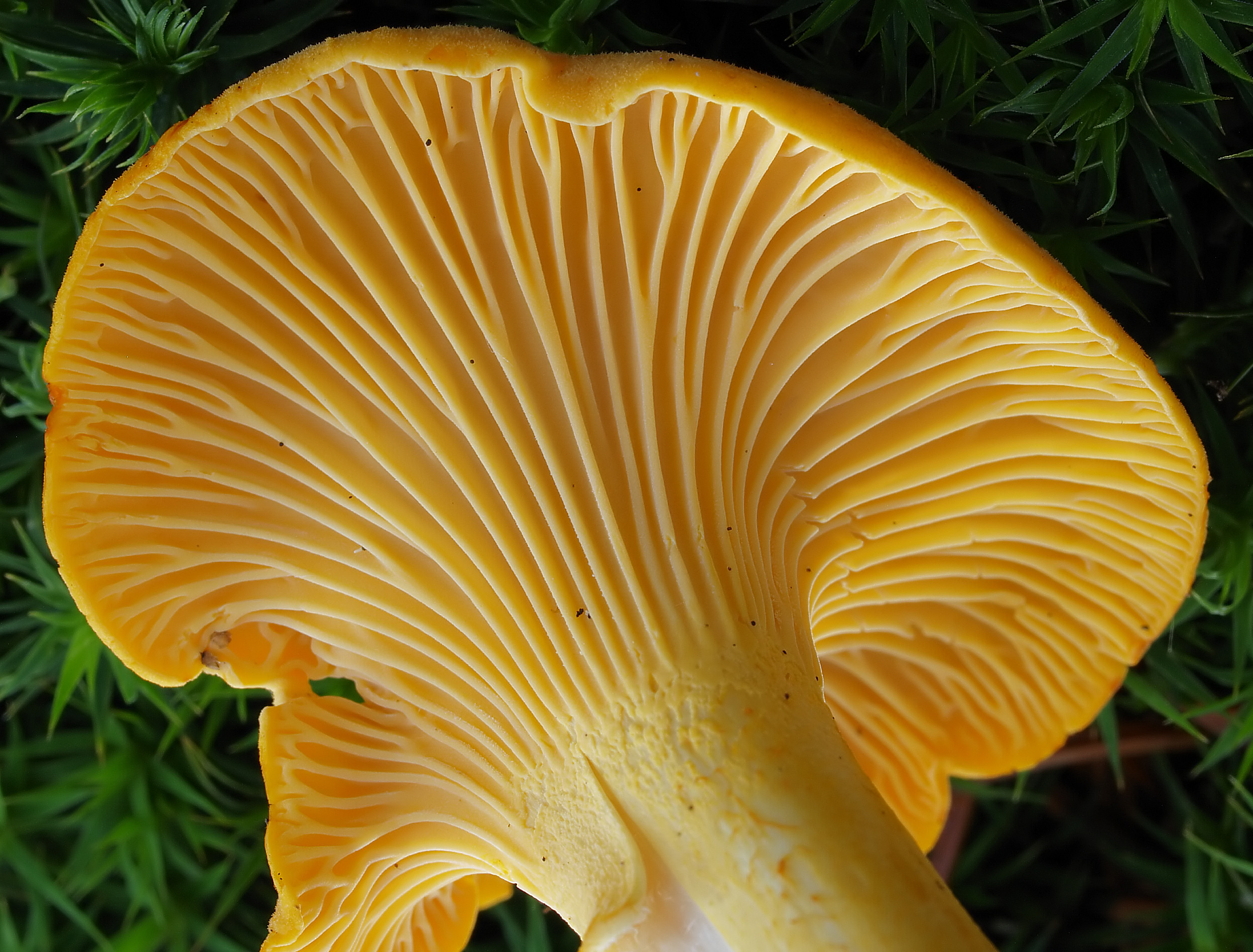
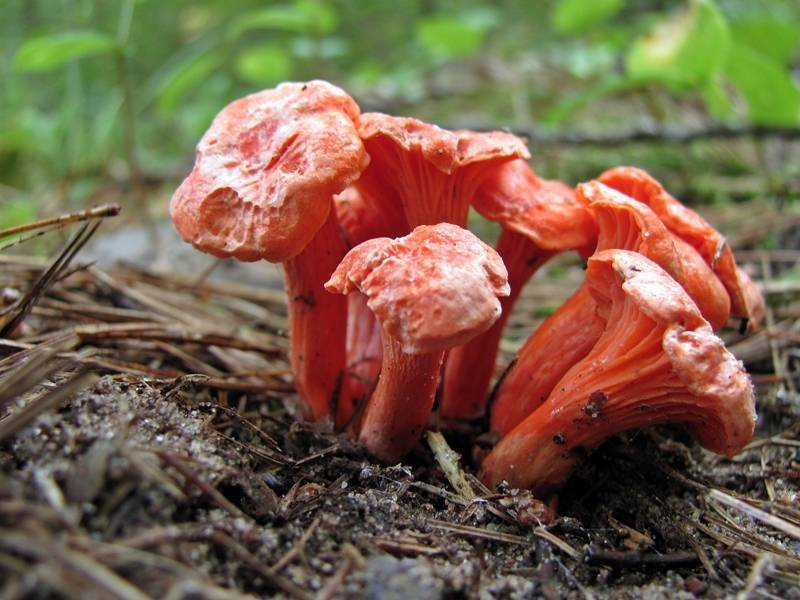
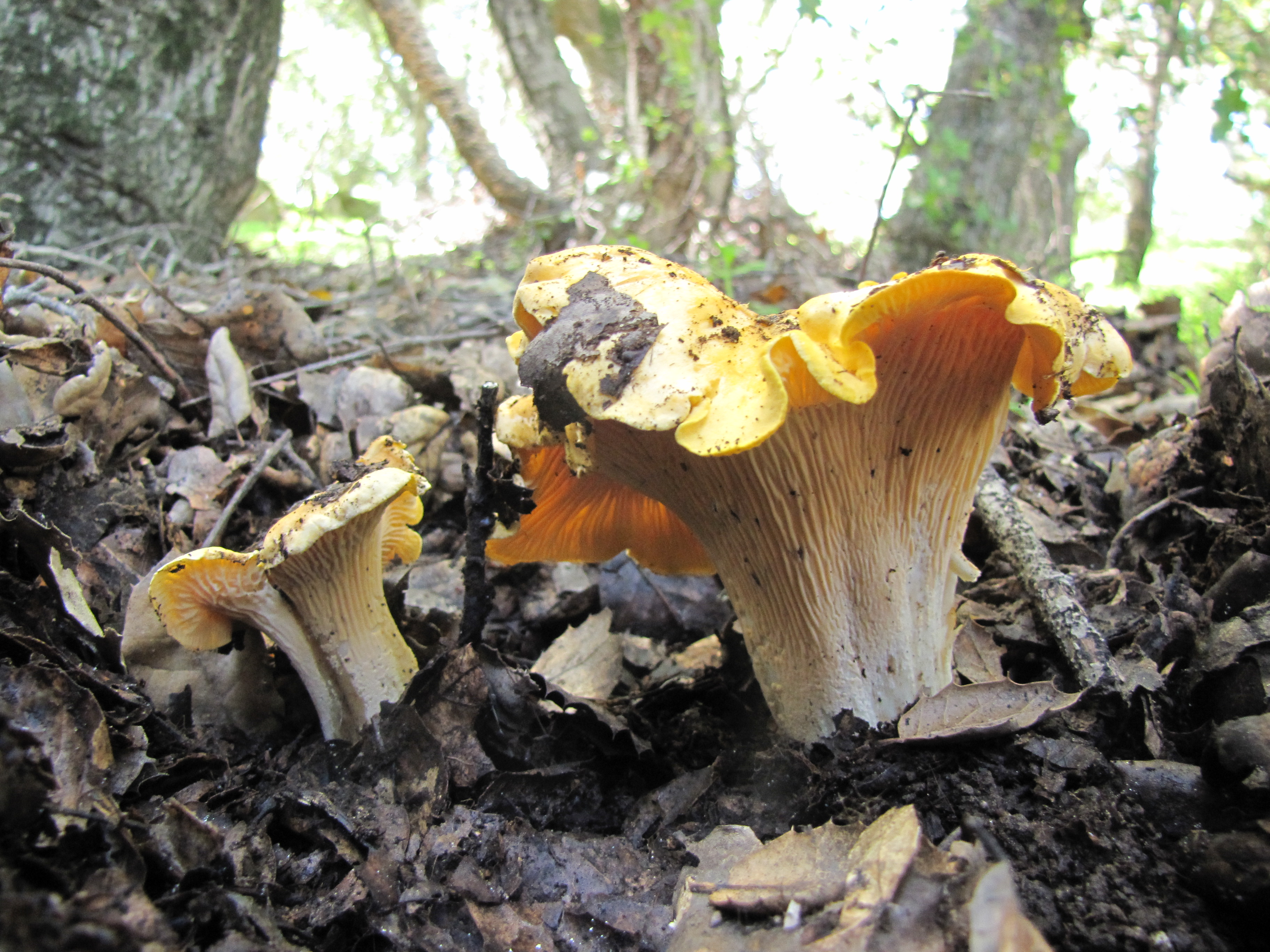
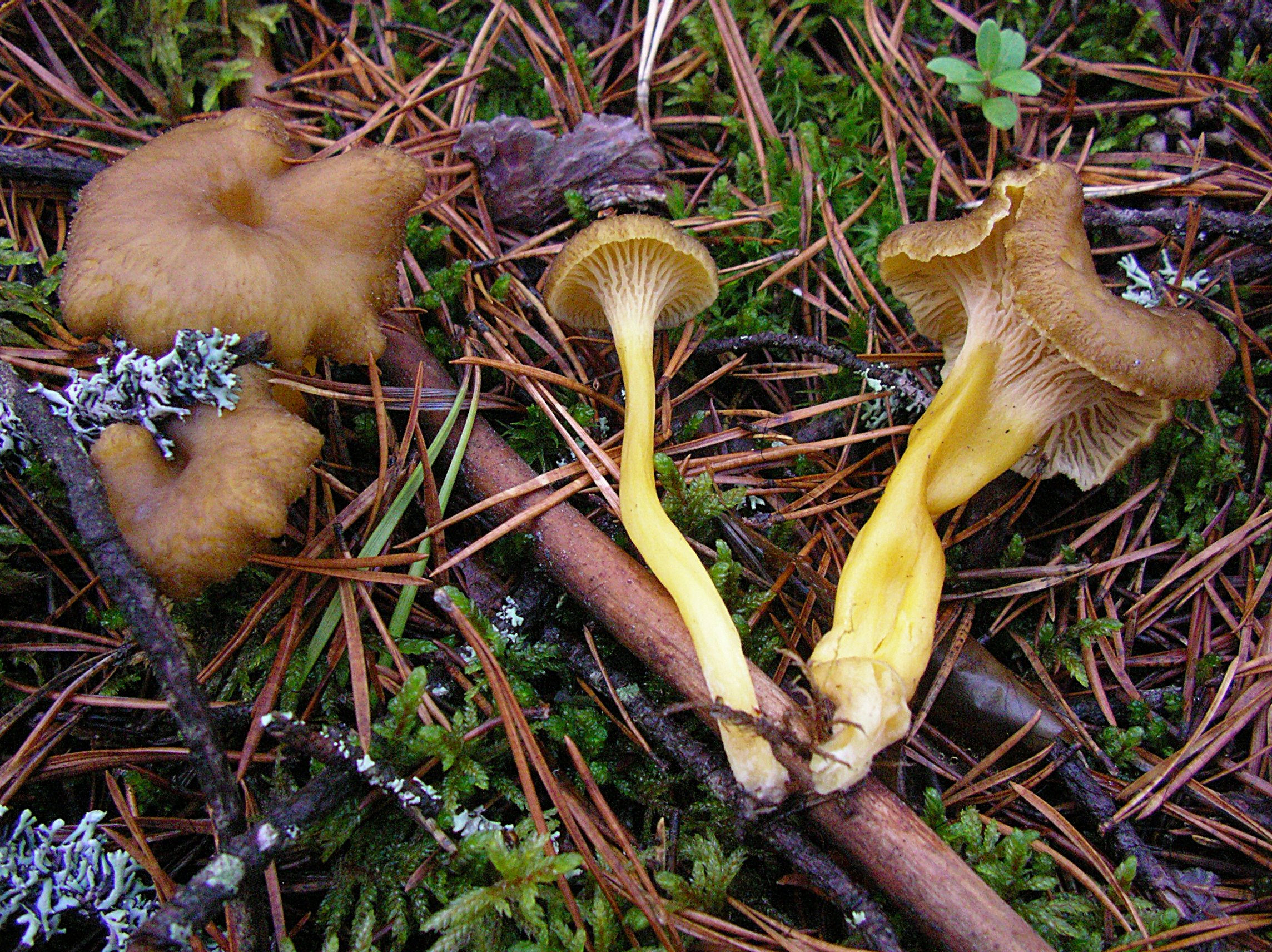
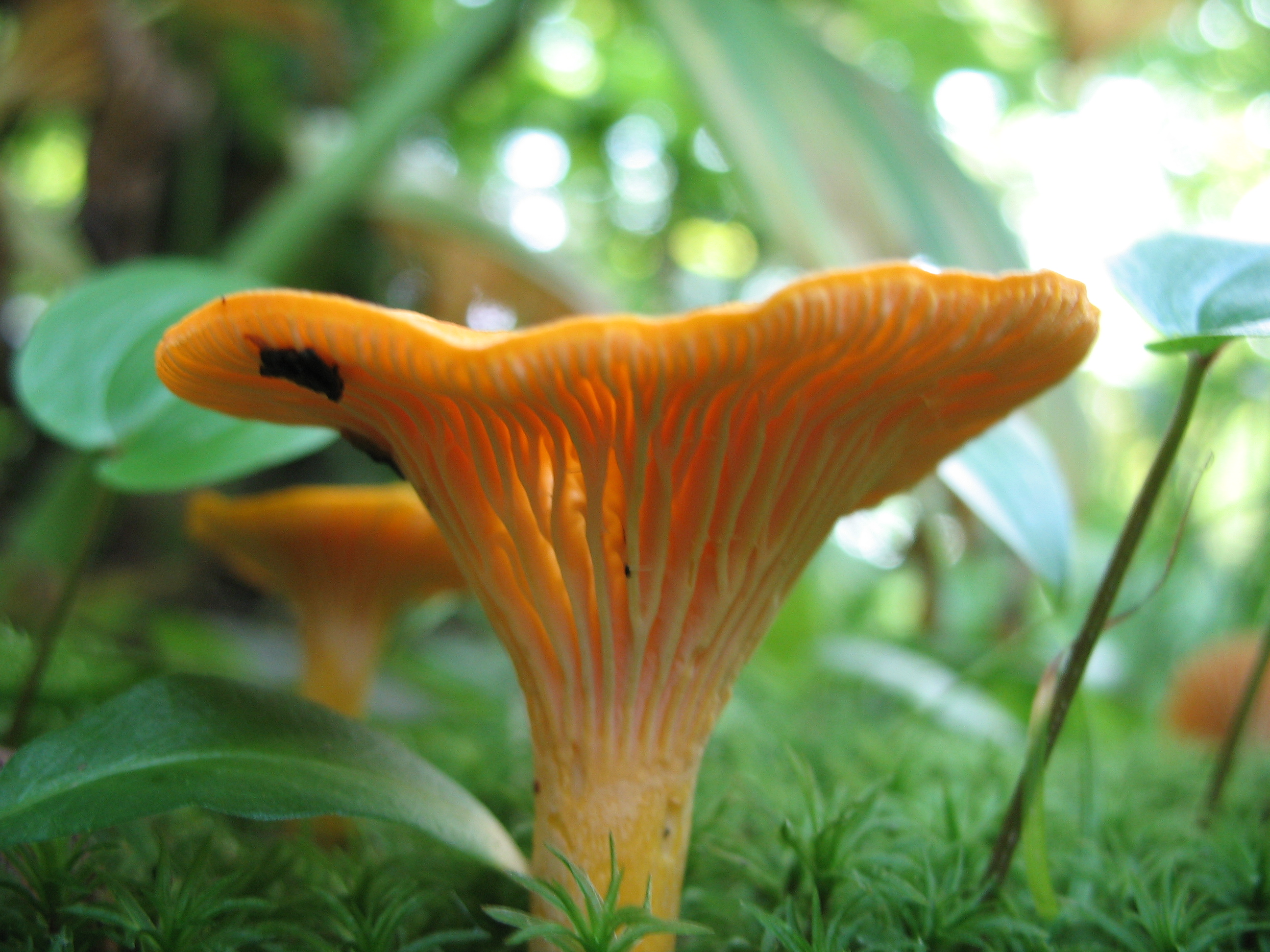
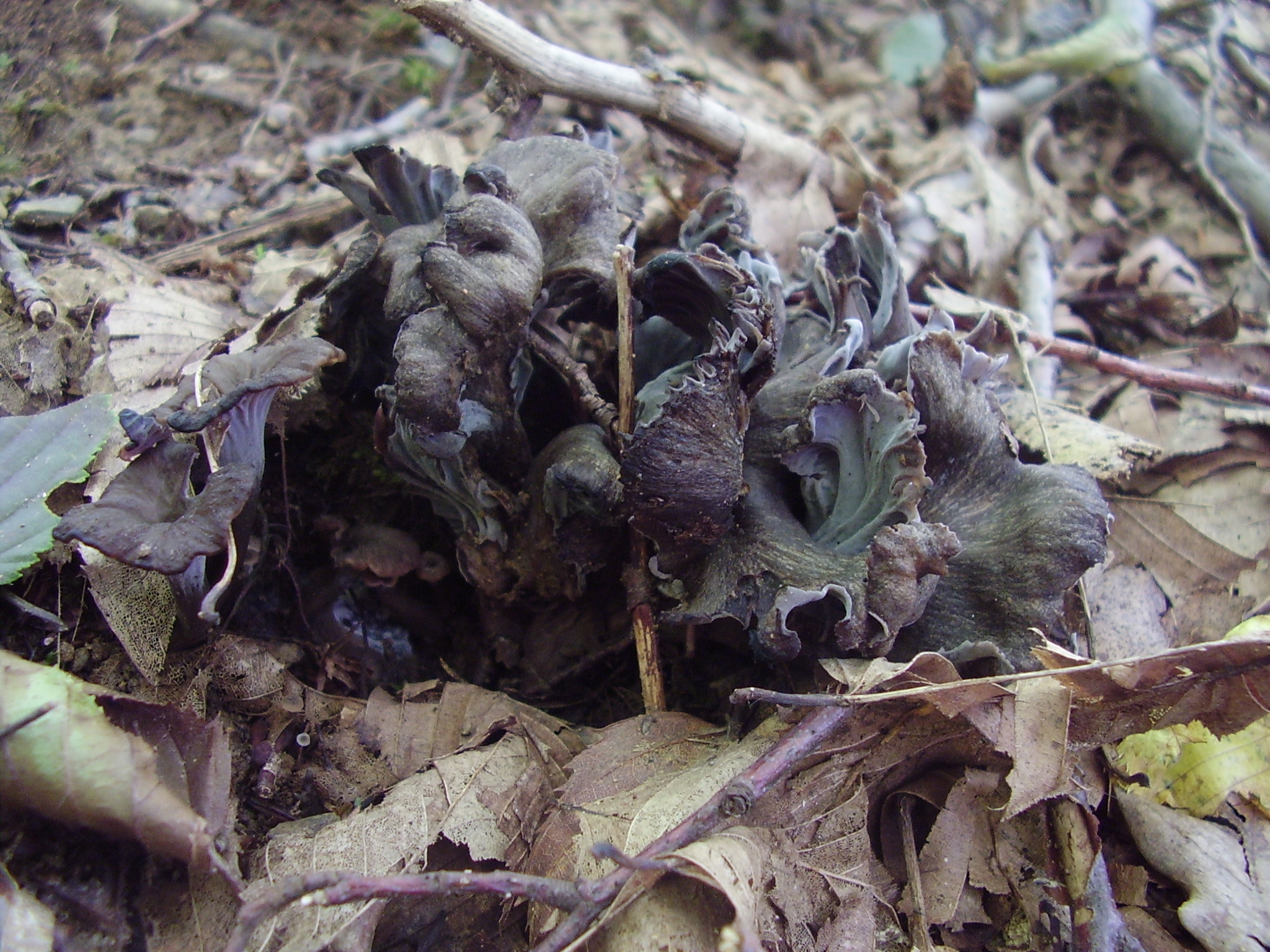
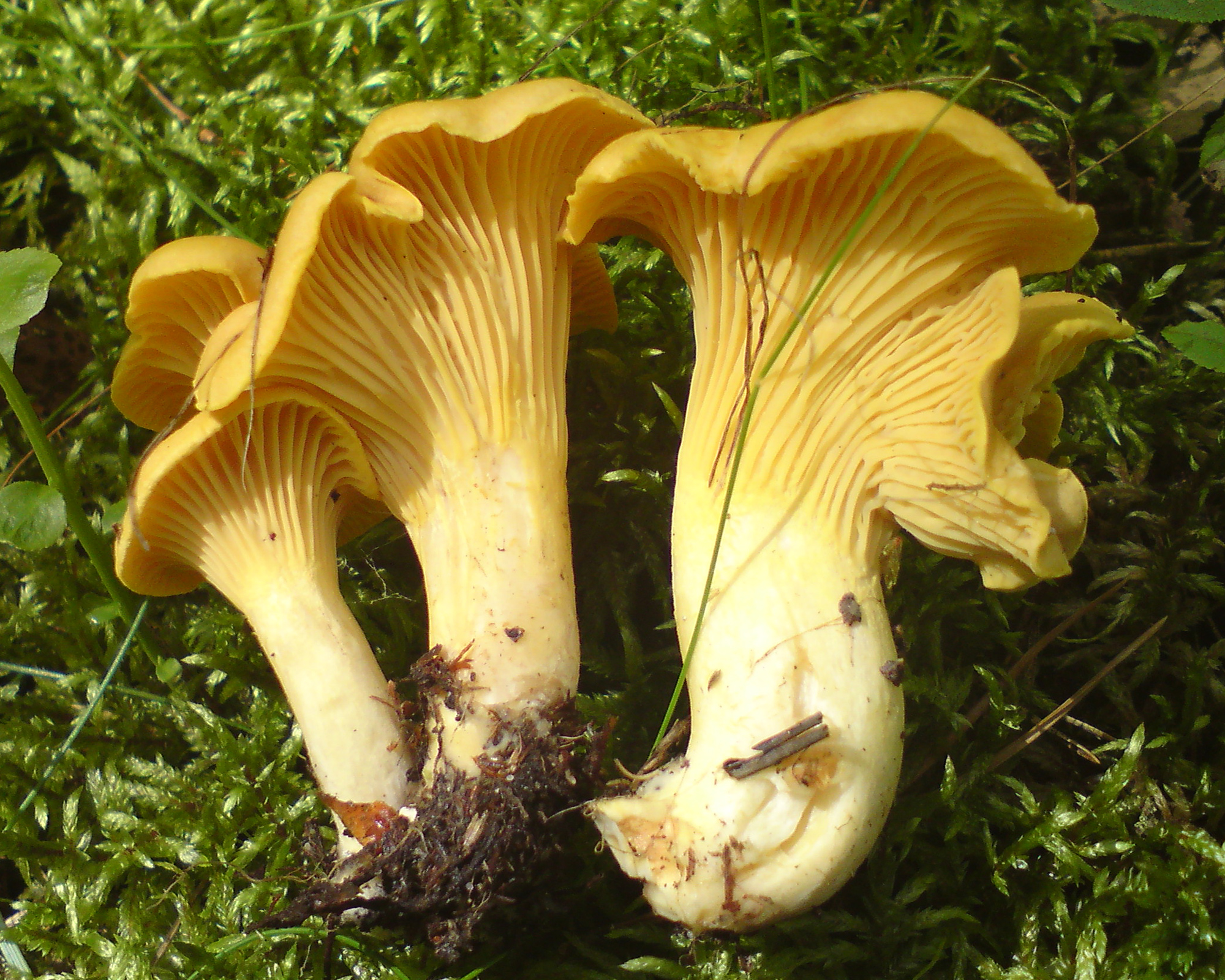

## Espécies
- Cantharellus alboroseus
- Cantharellus amethysteus
- Cantharellus atrolilacinus
- Cantharellus attenuatus
- Cantharellus camphoratus
- Cantharellus cascadensis
- Cantharellus cibarius
- Cantharellus cinereus
- Cantharellus cinnabarinus
- Cantharellus conspicuus
- Cantharellus croceifolius
- Cantharellus cyanescens
- Cantharellus cyanoxanthus
- Cantharellus defibulatus
- Cantharellus densifolius
- Cantharellus elsae
- Cantharellus eucalyptorum
- Cantharellus ferruginascens
- Cantharellus flavobrunneus
- Cantharellus floridulus
- Cantharellus friesii
- Cantharellus garnierii
- Cantharellus guyanensis
- Cantharellus henricii
- Cantharellus ianthinoxanthus
- Cantharellus ignicolor
- Cantharellus insignis
- Cantharellus isabellinus
- Cantharellus lateritius
- Cantharellus lilacinopruinatus
- Cantharellus lilacinus
- Cantharellus longisporus
- Cantharellus luteocomus
- Cantharellus luteopunctatus
- Cantharellus melanoxeros
- Cantharellus miniatescens
- Cantharellus minor
- Cantharellus nothofagorum
- Cantharellus omphalinoides
- Cantharellus pallidipes
- Cantharellus parviluteus
- Cantharellus persicinus
- Cantharellus pleurotoides
- Cantharellus pseudofriesii
- Cantharellus pusio
- Cantharellus queletii
- Cantharellus rhodophyllus
- Cantharellus splendens
- Cantharellus subincarnatus
- Cantharellus subdenticulatus
- Cantharellus subpruinosus
- Cantharellus tenuis
- Cantharellus tomentosus
- Cantharellus umbriceps
- Cantharellus wellingtonensis
- Cantharellus xanthoscyphus